# Шуштер (город)
Шуште́р (перс. شوشتر‎ — Šuštar) — город на юго-западе Ирана, в остане Хузестан. Численность городского населения составляет 73 354 человека (на 2006 год). Близ города находится древняя оросительная система Шуштера, внесённая в 2009 году в список Всемирного наследия ЮНЕСКО.

## История
Впервые название города (в написании Šurkutir) встречается на табличках на эламском языке, найденных в Персеполе. Нынешнее Шуштер связывается учёными с названием города Сузы (перс. شوش‎ — Šuš) c аффиксом -tar (перс. تر‎), означающим либо сравнительную степень («больший/лучший, чем Сузы»), либо направление («по дороге на Сузы»).
Город служил крепостью на Царской дороге в древней Персии, соединявшей столицу Элама Сузы со столицей империи Ахеменидов Персеполем. В 331 году до н. э. у Шуштера армия Александра Македонского переправилась через реку Карун. В начале нашей эры в Шуштере находился один из центров распространения христианства в Передней Азии. Ещё во времена Ахеменидов вокруг города начала создаваться искусственная система орошения, необходимая для выращивания сахарного тростника на многочисленных местных плантациях (существовали уже в 226 году н. э.). В годы правления Сасанидов Шуштер превратился в город-остров посреди реки Карун, в окружении многочисленных искусственных каналов.
После поражения римской армии императора Валериана, согласно персидским источникам, многочисленные военнопленные были отправлены для выполнения ирригационных работ под Шуштер. Построенный ими Банд-э Кайсар (Дамба цезаря), являющийся соединением арочного моста и дамбы, имеет длину в 500 метров и является самым восточным из построенных римлянами мостов. Созданное сооружение оказало большое влияние на развитие древнеперсидского (сасанидского) инженерно-строительного искусства. Новые ирригационные сооружения создавались вокруг Шуштера многими столетиями позже, во времена Сефевидов, и частично сохранились до наших дней.
В XIX столетии начинается постепенный упадок города, потерявшего значение крупного сельскохозяйственного центра. При шахе Мохаммеде Реза Пехлеви предпринимались попытки возродить вокруг Шуштера хозяйственную активность (создание фабрики по переработке сахарного тростника, агропромышленной корпорации Karun Agro-Industries Corporation, строительство города-сателлита Shustar New Town и др.).
Жители Шуштера говорят на особом диалекте персидского языка, так называемом «шуштари».
- Шуштер, Царские мельницы
- Шуштер, Царские мельницы
- Шуштер, Царские мельницы

## Интересные факты
Название города входит (как нисба) в имя выдающегося арабо-андалузского поэта-суфия Шуштари, в название одного из гюше персидского дестгяха — Шуштари, одного из азербайджанских мугамов и одного из семи основных ладов азербайджанской традиционной музыки — Шуштер. Существует также композиция «Армянский шуштери», исполняемая Гусейном Хамиди на балабане.